# Marmaduke Hussey
Pour les articles homonymes, voir Hussey.
Marmaduke James Hussey, baron Hussey de North Bradley (29 août 1923 - 27 décembre 2006), connu sous le nom de Duke Hussey, est président du conseil des gouverneurs de la BBC de 1986 à 1996.

## Éducation et carrière
Hussey fait ses études à la Rugby School et au Trinity College d'Oxford. Il sert dans les Grenadier Guards pendant la Seconde Guerre mondiale et est gravement blessé à Anzio, ayant dû se faire amputer une jambe en tant que prisonnier de guerre, ce qui entraîne son rapatriement.
Il rejoint Associated Newspapers où il mène une longue carrière, qui aboutit à sa nomination comme directeur général. Il rejoint ensuite Times Newspapers comme directeur général de 1971 à 1980.

## Président de la BBC
Il est nommé président de la BBC en 1986, à la mort de Stuart Young, en partie grâce à ses liens étroits avec le parti conservateur au pouvoir.
Trois mois après avoir rejoint la BBC, il pousse à la démission le directeur général, Alasdair Milne, à la suite d'une série de querelles ces dernières années entre la BBC et le gouvernement conservateur. Dans les années 1990, Hussey se brouille avec le directeur général John Birt au sujet de son style de gestion et de l'entrevue controversée de Panorama avec Diana, princesse de Galles en 1995,.
Le 11 septembre 1996, Hussey est créé pair à vie en tant que baron Hussey de North Bradley, de North Bradley dans le comté de Wiltshire.
Hussey renonce à plusieurs postes de membre de conseils d'administration lorsqu'il arrive à la BBC, mais il reste président du Royal Marsden Hospital jusqu'en 1998.
Son épouse Lady Susan Hussey est une femme de la chambre d'Élisabeth II et est également la marraine du duc de Cambridge. Il a un fils et une fille avec sa femme.
Marmaduke Hussey est décédé à l'âge de 83 ans le 27 décembre 2006.